# Barta (Familienname)
Barta oder Bárta ist der Familienname folgender Personen:

## A
- Alexander Bárta (Fechter) (1894–1945), tschechoslowakischer Fechter
- Alexander Bárta (Schauspieler) (* 1976), slowakischer Schauspieler
- Alexander Barta (* 1983), deutscher Eishockeyspieler und -trainer
- Andrea Barta (* 1950), österreichische Biochemikerin

## B
- Bernhard Barta (* 1974), österreichischer Autor
- Björn Barta (* 1980), deutscher Eishockeyspieler

## D
- Dan Bárta (* 1969), tschechischer Sänger

## E
- Emma Barta-Mikl (1908–1993), österreichische Autorin

## F
- Franz Barta (1902–?), österreichischer Boxer

## H
- Heinz Barta (* 1944), österreichischer Rechtswissenschaftler

## I
- Imrich Barta (1925–1999), slowakischer Maler und Architekt griechischer Abstammung
- István Barta (1895–1948), ungarischer Wasserballspieler

## J
- Jan Bárta (* 1984), tschechischer Radrennfahrer
- Jan Barta (Eishockeyspieler) (* 31. Januar 1985 in Hessen), deutscher Eishockeyspieler
- Jan Barta (Unternehmer) (* 18. April 1985 in Kalifornien) Tschechischer Unternehmer, Investor und Sponsor

- János Barta (John Bartha, 1915–1991), ungarischer Schauspieler
- Josef Bárta (1744–1787), tschechischer Komponist

## K
- Kristina Barta (* 1987), tschechische Jazzmusikerin

## L
- Lajos Barta (1899–1986), ungarischer Bildhauer
- Lubor Bárta (1928–1972), tschechischer Komponist

## M
- Marek Bárta (* 1992), tschechischer Diskuswerfer
- Martina Barta (* 1988), tschechische Jazz-Sängerin
- Max Barta (1900–1990), sudetendeutscher Gebrauchsgrafiker, Zeichner und Maler
- Miroslav Barta (* 1969), tschechischer Ägyptologe und Archäologe

## N
- Nóra Barta (* 1984), ungarische Wasserspringerin

## R
- Robert Barta (* 1975), tschechischer Objekt- und Installationskünstler
- Richard Barta (1911–1986), österreichischer Journalist und Chefredakteur

## S
- Šimon Bárta (1864–1940), Bischof in Budweis
- Stefan Barta (* 1963), deutscher Sachbuchautor

## V
- Václav Noid Bárta (* 1980), tschechischer Sänger, Komponist und Schauspieler
- Vít Bárta (* 1973), tschechischer Politiker und Geschäftsmann
- Vladimír Barta (* 1955), tschechoslowakischer Judoka

## W
- Will Barta (* 1996), US-amerikanischer Radrennfahrer
- Winfried Barta (1928–1992), deutscher Ägyptologe

## Z
- Zdeněk Bárta (1891–1987), böhmischer Fechter

## Weiteres
- Bārta, Ort im Bezirk Grobiņa, Lettland